# Il dolce domani
Il dolce domani (The Sweet Hereafter) è un film del 1997 scritto, diretto e co-prodotto da Atom Egoyan.
Adattamento cinematografico dell'omonimo romanzo del 1991 di Russell Banks, il film è interpretato fra gli altri da Ian Holm, Sarah Polley e Bruce Greenwood e segue le vicende di un avvocato giunto in una piccola comunità di montagna, privata dei propri bambini da un incidente stradale, per far partire una azione legale collettiva.
È stato presentato in concorso al 50º Festival di Cannes, vincendovi il Grand Prix Speciale della Giuria, all'epoca uno dei riconoscimenti più importanti mai ottenuti da un film di produzione canadese. È stato poi candidato a due premi Oscar e citato più volte come uno dei miglior film nella carriera del regista e dell'anno.

## Trama
L'avvocato Mitchell Stephens arriva a Sam Dent, innevata cittadina montana della Columbia Britannica, (nel libro originale è lo Stato di New York) dove si è appena consumata una tragedia: uno scuolabus è precipitato nelle acque gelate del lago, causando la morte di 14 bambini; uniche sopravvissute, l'incolpevole autista Dolores e una ragazza un poco più grande, Nichole, rimasta paraplegica.
Sostenendo che l'incidente sia stato causato dalle negligenze da parte dei costruttori del mezzo o del guard rail, Stephens cerca di convincere i genitori delle vittime a far causa ai responsabili e ottenere così un congruo risarcimento. Tra i tanti, i coniugi Otto e Walker acconsentono subito, mentre Billy Ansel, che al momento dell'incidente, come ogni mattina, seguiva in macchina lo scuolabus per salutare i figli, rifiuta, convinto che il processo porterà altro dolore alla comunità. Così però non la pensa Risa Walker, con cui Billy ha una relazione extraconiugale da quando è rimasto vedovo.
Stephens, a sua volta in pena per la figlia drogata e sieropositiva verso cui ormai ha perso ogni speranza, si rivolge a Nichole, che prima dell'incidente sognava di diventare una musicista ed era segretamente vittima delle molestie del padre, affinché testimoni nell'udienza preliminare. Nonostante Billy tenti di intimidirne la famiglia, Nichole accetta, ma, di fronte al giudice, mente riguardo alla velocità a cui andava lo scuolabus, stroncando la causa sul nascere.
Anni dopo, in un'altra città, Stephens nota Dolores, che ha ripreso il lavoro di autista.

## Produzione

### Sviluppo
Egoyan ha deciso di adattare il romanzo su consiglio della moglie, l'attrice Arsinée Khanjian. Il suo autore, Russell Banks, si era ispirato a un incidente avvenuto nel 1989 ad Alton, nel Texas, dove la collisione di uno scuolabus con un altro mezzo di trasporto aveva causato la morte di 21 bambini. Inizialmente, Egoyan ha faticato ad acquisire i diritti cinematografici del romanzo, già opzionato da un'altra casa di produzione; poco prima che essa scadesse, Margaret Atwood gli ha suggerito di incontrarsi personalmente con Banks, forte del successo del suo ultimo film, Exotica (1994), riuscendo così ad aggiudicarsi i diritti. Per Egoyan, l'attrattiva principale dell'adattare Il dolce domani era legata al suo vedere il cinema come un mezzo per «confrontarsi con le cose più estreme». Inoltre, si sentiva vicino a una delle sottotrame del romanzo, avendo scoperto da adolescente di come la ragazza di cui era innamorato fosse stata a lungo molestata dal padre e avendo osservato come l'intera comunità, lui compreso, avesse poi rimosso il fatto per evitare di affrontarlo.
Nello scrivere la sceneggiatura, ha cambiato l'ambientazione dallo stato di New York settentrionale alla Columbia Britannica per assicurarsi in questo modo i finanziamenti statali canadesi. Ha poi deciso di integrare nella vicenda dei riferimenti alla fiaba del pifferaio di Hamelin per evidenziare quella che percepiva come la natura di «fiaba cupa» del romanzo. Nel film, il personaggio di Nichole legge la versione in rima di Robert Browning de Il pifferaio di Hamelin ai figli di Ansel che moriranno nell'incidente. Egoyan ha aggiunto una strofa non presente in Browning per la scena della deposizione di Nichole, dove descrive le labbra del padre come «gelide come la neve». Ha inoltre reso Mitchell Stephens il protagonista, aumentando l'importanza del personaggio della figlia Zoe, e posticipato la rivelazione del rapporto incestuoso tra Nichole e suo padre.

#### Casting
Per gran parte del cast, il regista ha scelto degli attori con cui aveva già familiarità, avendoli diretti nei suoi film precedenti, tra cui Maury Chaykin, Bruce Greenwood, David Hemblen, Khanjian, Sarah Polley e Gabrielle Rose, trovando così di potersi concentrare di più su altri aspetti della produzione.
Ian Holm ha ottenuto il ruolo di Stephens dopo che il suo interprete originale, Donald Sutherland, aveva finito per lasciare il progetto. Il regista ha infatti deciso di contattarlo poiché memore della sua interpretazione nel film The Homecoming (1973). Dal canto suo, Holm ha dichiarato di aver accettato dato che «non capita tutti i giorni che ti offrano un ruolo da protagonista a 65 anni». L'attore ha poi definito la sua parte "impegnativa", non avendo mai recitato da protagonista prima, trovando però che Egoyan e il resto del cast fossero stati «degli ottimi professionisti» con cui lavorare.

### Riprese
Il film è stato girato interamente in Canada, nella Columbia Britannica (a Merritt e Spences Bridge) e in Ontario (a Toronto e Stouffville), con un budget di 5 milioni di dollari, finanziati dalla canadese Alliance Communications.

## Colonna sonora
Ispirato dai riferimenti fiabeschi del film, per la colonna sonora il compositore Mychael Danna ha utilizzato strumenti come il ney, il flauto dolce, il cromorno e dei liuti, creando una «musica pseudo-medioevale» che combinasse i suoi interessi nella musica antica ed esotica. Per Egoyan, ciò ha permesso al film di sembrare «senza tempo», evocando i racconti dei fratelli Grimm ed evitando che ricordasse un film per la televisione.
Danna ha collaborato con Sarah Polley per la musica del personaggio-chiave di Nichole, un'aspirante cantante interpretata da Polley, occupandosi dell'arrangiare gli adattamenti di brani musicali celebri in Canada come Courage (for Hugh MacLennan) dei Tragically Hip, presente durante i titoli di coda, e One More Colour di Jane Siberry, cantata da Nichole in una scena; Polley ne ha riscritto i testi. Anche la versione originale di Courage è inclusa nel film.

### Tracce
Musiche di Mychael Danna; edizioni musicali Virgin Records.
1. The Sweet Hereafter – 3:36 (testo: Robert Browning – musica: Mychael Danna e Sarah Polley)
2. Procession – 3:03
3. One More Colour – 4:00
4. Bus – 0:49
5. Bus Stop – 1:49
6. Courage – 4:20
7. It's Important That We Talk – 3:25
8. Dog Track Drizzle – 4:14 (testo: Sarah Polley)
9. Thin Ice – 5:50
10. It Was A Wonderful Time In Our Lives – 5:30
11. Pied Piper – 2:09
12. A Huge Wave – 2:09
13. Boy – 4:29 (testo: Sarah Polley)
14. Why I Lied – 3:30
15. A Different Town – 2:48

## Distribuzione
Il film è stato presentato in anteprima il 15 maggio 1997 in concorso alla 50ª edizione del Festival di Cannes. È stato presentato anche al Toronto International Film Festival, al Telluride Film Festival, al New York Film Festival, alla Semana Internacional de Cine de Valladolid e in Italia al Taormina Film Fest e al Festival del cinema di Locarno. È stato distribuito nelle sale cinematografiche canadesi da Alliance Films a partire dal 10 ottobre 1997.
In Italia, il film è stato distribuito nelle sale cinematografiche da Lucky Red a partire dal 31 ottobre 1997.

## Accoglienza

### Incassi
Per la primavera del 1998, Il dolce domani aveva incassato un milione di dollari in Canada. Secondo il sito web The Numbers, il film ha finito per incassare in tutto circa 8 milioni di dollari, di cui 4,3 milioni in Nord America. Lo storico canadese George Melnyk ha parlato di una «popolarità mainstream», mentre secondo Reginald C. Stuart il film «puntava a, ma non raggiunse mai, il pubblico di massa». Dan Webster dello Spokesman-Review ha scritto che «nonostante le recensioni generalmente ottime», il film «non ha mai attratto molta attenzione al botteghino».
Per la Writers Guild of Canada, Il dolce domani, così come altri film canadesi contemporanei, «non è mai riuscito a imporsi al botteghino internazionale». Melnyk ha suggerito che il successo commerciale del precedente film di Egoyan, Exotica, fosse quindi da attribuire ai suoi «contenuti sessuali;... piuttosto che ai meriti artistici del film», cosa che lo stesso regista aveva lamentato parlando del tipo di marketing che il film aveva ricevuto in diversi paesi.

### Critica

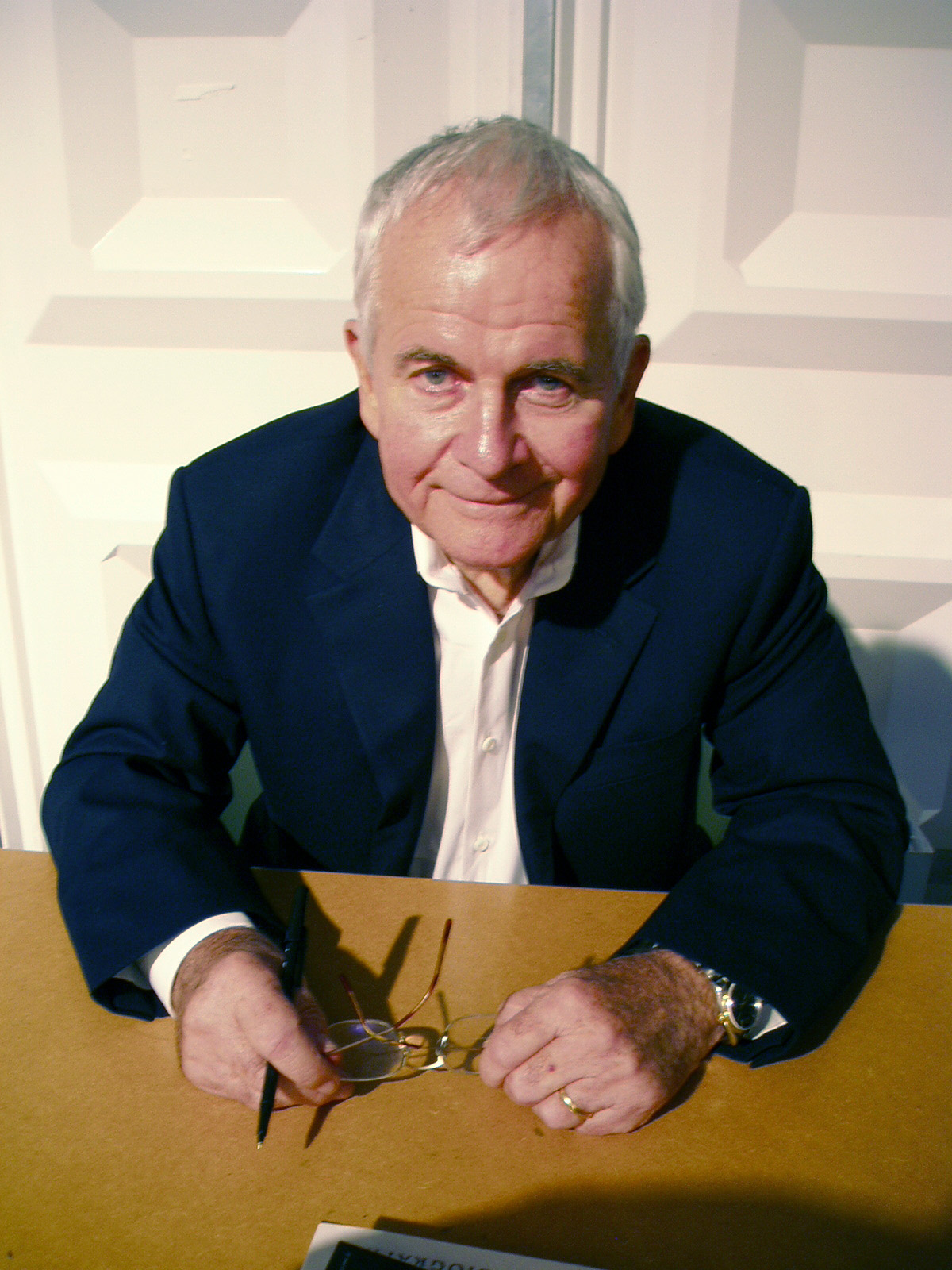
Ian Holm ha ricevuto il plauso della critica per la sua interpretazione, definita la migliore della sua carriera.

Sull'aggregatore di recensioni online Rotten Tomatoes, il film ha una percentuale di giudizi positivi pari al 98% basata su 59 recensioni da parte della critica, con una media dell'8,9. Su Metacritic, che utilizza una media ponderata, ha un punteggio di 90 su 100, basato su 23 recensioni da parte della critica, ad indicare un "plauso unanime".
Roger Ebert ha assegnato al film il suo punteggio massimo di quattro stelle, definendolo «uno dei migliori film dell'anno, un incrollabile lamento per la condizione umana». Janet Maslin, scrivendo per il New York Times, ha trovato che «l'incontro tra le sensibilità diverse di Banks ed Egoyan» si rivelasse «molto ispirato», evidenziando le interpretazioni di Sarah Polley e Bruce Greenwood tra quelle di tutto il cast. Variety ha parlato della «più ambiziosa opera di Egoyan fino ad ora», definendo Polley e McCamus «superbi». Entertainment Weekly ha assegnato al film un punteggio pari ad "A", scrivendo che «ti mette in uno stato di estasi emotiva» e definendolo «un nuovo tipo di fiaba mistica, volta a svelare le forze che tengono insieme il mondo, anche mentre lo fanno a pezzi». Per CNN era «devastante» e Holm vi dava «l'interpretazione della sua già ammirevole carriera». Anche David Denby del New York ha sostenuto che contenesse «il miglior ruolo di Ian Holm», pur sottolineando le interpretazioni «eccellenti» di tutto il cast. In totale, il film è stato incluso nelle liste dei migliori 10 film dell'anno 1997 da parte di oltre 250 critici, risultando il film meglio recensito della stagione cinematografica.
L'autore del romanzo Russell Banks si è dichiarato soddisfatto della trasposizione, lodando in particolar modo la scelta di fare della favola del pifferaio di Hamelin la cornice della storia. Non è stata dello stesso avviso Irene Bignardi de La Repubblica, che l'ha trovata «più che una chiave di lettura illuminante, un filtro ulteriore contro la semplicità delle emozioni. Egoyan è un cineasta elegante e cerebrale, che messo di fronte a una storia come quella di Il dolce domani non sa accontentarsi di indagare l'elaborazione del lutto [...], ma deve complicare le cose con un gioco non sempre riuscito e decifrabile di flash back, di incastri, di simboli, e di eccessi [...] con il paradossale risultato che un film potenzialmente straziante finisce invece per essere un puzzle in pellicola patinata».
Nel 2002, è stato votato dai lettori della rivista Playback come il miglior film canadese di tutti i tempi. Nel 2004, il Toronto International Film Festival l'ha classificato 3º nella propria lista dei migliori 10 film canadesi di sempre, ex aequo con Goin' Down the Road (1970); nel 2015, era l'unico a occupare la terza posizione. Sempre lo stesso anno, il filosofo e sociologo Slavoj Žižek l'ha definito «con ogni probabilità, IL film sull'impatto di un trauma su di una comunità», mentre il New York Times l'ha inserito nella sua lista dei migliori 100 film di sempre. Nel 2012, il sito web The A.V. Club l'ha classificato 22º nella sua lista dei migliori 50 film degli anni novanta.

## Riconoscimenti
- 1998 - Premi Oscar[47]
  - Candidatura per il miglior regista ad Atom Egoyan
  - Candidatura per la migliore sceneggiatura non originale ad Atom Egoyan
- 1997 - Boston Society of Film Critics Awards[48]
  - Migliore attrice non protagonista a Sarah Polley
  - Candidatura per il miglior film
  - Candidatura per il miglior regista ad Atom Egoyan
  - Candidatura per la miglior fotografia a Paul Sarossy
- 1997 - Festival di Cannes[49]
  - Grand Prix Speciale della Giuria
  - Premio FIPRESCI
  - Premio della giuria ecumenica
  - In competizione per la Palma d'oro
- 1997 - Los Angeles Film Critics Association Awards[50]
  - Candidatura per il miglior film
  - Candidatura per il miglior regista ad Atom Egoyan
  - Candidatura per la miglior fotografia a Paul Sarossy
- 1997 - National Board of Review Awards
  - Migliori dieci film dell'anno
  - Miglior cast
- 1997 - New York Film Critics Circle Awards[51]
  - Candidatura per il miglior film
  - Candidatura per il miglior regista ad Atom Egoyan
  - Candidatura per il miglior attore protagonista a Ian Holm
- 1997 - Semana Internacional de Cine de Valladolid
  - Espiga de oro per il miglior film
  - Miglior fotografia a Paul Sarossy
  - Premio della giuria dei giovani
- 1997 - Toronto International Film Festival[52]
  - Miglior film canadese
- 1998 - Chicago Film Critics Association Awards[53]
  - Candidatura per il miglior film
  - Candidatura per il miglior regista ad Atom Egoyan
  - Candidatura per il miglior attore a Ian Holm
  - Candidatura per la migliore sceneggiatura ad Atom Egoyan
  - Candidatura per la migliore attrice non protagonista a Sarah Polley
  - Candidatura per la miglior colonna sonora originale a Mychael Danna
  - Candidatura per l'attrice più promettente a Sarah Polley
- 1998 - Independent Spirit Awards[54]
  - Miglior film straniero
- 1998 - Kansas City Film Critics Circle Awards
  - Miglior attore a Ian Holm
- 1998 - National Society of Film Critics Awards[55]
  - Candidatura per il miglior film
  - Candidatura per il miglior regista ad Atom Egoyan
  - Candidatura per il miglior attore a Ian Holm
  - Candidatura per la migliore sceneggiatura ad Atom Egoyan
  - Candidatura per la migliore attrice non protagonista a Sarah Polley
- 1998 - Satellite Awards
  - Candidatura per la miglior sceneggiatura non originale ad Atom Egoyan
- 1998 - Southeastern Film Critics Association Awards
  - Candidatura per la migliore sceneggiatura non originale ad Atom Egoyan
- 1998 - Toronto Film Critics Association Awards
  - Miglior film
  - Miglior film canadese
  - Miglior regista ad Atom Egoyan
  - Migliore interpretazione maschile a Ian Holm
  - Candidatura per la migliore interpretazione femminile a Sarah Polley
- 1999 - Premi Sant Jordi
  - Miglior film straniero